# Christine Lampard
Christine Louise Lampard (nacida Bleakley; Newtownards, Irlanda del Norte, 2 de febrero de 1979) es una locutora norirlandesa, más conocida por su trabajo televisivo con la BBC y ITV.
Se ha presentado en diversos espectáculos con Adrian Chiles como The One Show (2007-2010) y Amanecer (2010-2011) y con Phillip Schofield ha presentado el Baile sobre Hielo (2012-2014) y Esta Mañana (2013-2016). Actualmente, Lampard ha presentado fáctica de la serie para la ITV, incluyendo Fuera de Los caminos Trillados (2013) y Salvaje de Irlanda (2015).
Desde 2016, ha sido una presentadora del programa de entrevistas ITV a la hora de comer: Loose Women.

## Primeros años
Christine nació en el Daisy Hill Hospital, hija Mina y Frederick Bleakley, y creció en Newtownards. Tiene una hermana más joven, Nicola.
Lampard comenzó su carrera en la televisión como una corredora y luego se formó para convertirse en supervisora de piso mientras cursaba su bachillerato en Bloomfield Collegiate School en Ballyhackamore, Belfast. Continuó trabajando en la BBC NI mientras estudiaba un grado de política en la Universidad de Queen, Belfast. Lampard no completó su curso de grado, sin embargo, empezó a trabajar en la televisión a tiempo completo.

## Carrera

### BBC
Lampard trabajó en la comedia de la BBC de Irlanda del Norte : Give My Head Peace.. Regresó para hacer una aparición en el espectáculo en su 2016 especial.
Lampard se trasladó a la televisión con Irlanda del Norte de BBC presentando una gran variedad de espectáculos. Uno de sus programas, llamado Sky High, la  vio volando alrededor de Irlanda del Norte en un helicóptero en 2004. Siguió un espectáculo de diversión semanal llamado First Stop, y fue anfitriona de Would You Pass The 11+ y BBC NI cobertura de Children in Need. Presentó el espectáculo de cocina de Irlanda del Norte de BBC, Derrame las Alubias en 2005.
Fuera de Irlanda del Norte, Lampard coparticipó con Brian Conley en BBC Dos, Let Me Entertain You  y en julio de 2007, se convirtió en copresentadora del The One Show en BBC One, reemplazando a Myleene Klass. Lampard y Adrian Chiles presentaron el espectáculo durante tres años. El 20 de enero de 2010, el comediante Patrick Kielty fue invitado a The One Show cuándo reveló el número de móvil de Lampard a cámara, para demostrar que tenía su número para celebrar sus celebraciones de cumpleaños dobles. Tras cinco minutos de la equivocación de Kielty , Lampard era bombardeada con llamadas y mensajes de texto.Desde entonces, Lampard cambió su número.
En octubre de 2009, Christine copresentó Britain's Classroom Heroes junto a Jeremy Parra en BBC Two. En 2009, ocasionalmente presentó The National Loterry Draws en BBC One. Lampard copresentó una parte del teletón Sport Relief con Gary Lineker en marzo de2010.
Cuándo Chiles dejó la BBC en 2010, hubo una gran cantidad de especulaciones sobre si Lampard alargaría su contrato con la BBC o se trasladaría a ITV. Después de la especulación, Lampard también dejó The One Show para unirse a ITV con el copresentador de Daybreak después de la salida de Adrian Chiles de la BBC a ITV. Surgieron preguntas en el Parlamento sobre la medida y escala del propuesto contrato de dos años de £900,000 anuales. Poco después de despedir a su gerente a largo plazo y firmar con la empresa de administración de Chiles el 20 de junio de 2010, la BBC anunció que había retirado una oferta para extender su contrato actual. Más tarde ese mismo día, ITV (propietarios de GMTV) anunció que volvería a asociarse con Chiles, coorganizando el programa de almuerzo, y presentando otros programas de diversión. El 8 de julio de 2010, la BBC confirmó que Lampard no regresaría a The One Show después de que el programa regresara de la pausa de World Cup del el 12 de julio.
En septiembre de 2016, se anunció que Lampard regresaría a la BBC para presentar conjuntamente la prueba de Christine and Adrian's Friendship . Ella copresentó la serie de tres partes con Adrian Chiles en la BBC Irlanda del Norte en noviembre de 2017.

### ITV
Lampard se trasladó a ITV en menos de tres horas después de que la BBC retirara la oferta de £1 millones para quedarse en el canal. Se unió a ITV en un contrato de cuatro años con un valor de £4 millones.
El 6 de septiembre de 2010, Lampard se unió a Chiles, el anfitrión de ITV Breakfast´s Daybreak. El programa padeció revisiones mixtas y figuras pobres de audiencia en sus primeras semanas en el aire, y Lampard fue el sujeto de crítica. El 18 de noviembre de 2011, Lampard y el copresentador Chiles fueron reemplazados por Dan Lobb y Kate Garraway que se presentaron de forma interina. En septiembre de 2012, fueron reemplazados por Aled Jones y Lorena Kelly.
En febrero de 2011, Lampard presentó una prueba piloto de juego para ITV, llamado Control llamado, pero no fue encargada para una serie. De 2011 hasta 2015, Lampard copresentó el teletón ITV´s Chirstmas : Text Santa. En 2011, 2014 y 2015, copresentó el atractivo de caridad con Phillip Schofield y con Paddy McGuinness en 2012 y 2013.
Lampard ha presentado un gran número de ITV Specials, incluyendo Simply Red: For The Last Time en 2010, Duran Duran: One Night Only en 2011 y Michael Flatley: A Night to Remember en 2014. En el día del boxeo en 2012, presentó That Dog Can Dance.
En 2011, Lampard se convirtió en el copresentador de Phillip Schofield en Dancing on Ice, reemplazando a Holly Willoughby. Presentó tres series del espectáculo entre 2012 y 2014 cuándo llegó a su fin después de la novena serie el 9 de marzo de 2014. Cada episodio de Dancing on Ice, a Lampard le pagaron £24,163. Cuándo estuvo presentando el espectáculo, fue la estrella femenina mejor pagada de la televisión, ganando alrededor de £400 por minuto. Dancing on Ice regresó en enero de 2018.
Holly Willoughby regresó para presentar con Phillip Schofield, es decir, Lampard dejó de aparecer.
El 11 de mayo de 2011, Lampard presentó The National Movie Awards.
En 2013, Lampard presentó una serie de seis partes llamada Off The Beaten Track. El 3 de marzo de 2014, se anunció que el espectáculo había sido cortado. De este anuncio, un portavoz del canal dijo " estamos mirando otros proyectos en los que trabajar con Christine, que sigue siendo una gran parte de la presentación de ITV ".
Lampard es una anfitriona frecuente de This Morning, reemplazando a Phillip Schofield u Holly Willoughby cuando no podía aparecer.
El 23 de diciembre de 2014, Lampard fue conafitriona del documental Roman Britain From the Air con Michael Scott. El 27 de diciembre de 2014, organizó el especial mágico Darcy Oake: Edge of Reality y actuó como ayudante de Oake en dos ilusiones, primero se hizo aparecer en una motocicleta grande y después ser aserrado por la mitad en Oake´s Clearly Impossible.
En 2015, Lampard presentó la sexta parte del documental Wild Ireland que la vio viajar a través de la Wild Atlandtic Way en Irlanda. En octubre de 2016, trabajó como invitada en un episodio de Loose Women. Fue invitada a numerosos episodios de la serie antes de convertirse en presentadora permanente, presentando el programa en rotación con Ruth Langsford y Andrea McLean.
Desde febrero de 2017, Lampard ha presentado numeroso episodios del programa de ITV Breakfast, Lorraine.

### UKTV
En octubre de 2016, Lampard copresentó Celebrity Haunted Hotel Live para el canal UKTV W . El espectáculo, que copresentó junto a Jamie y Richardson Mates, se emitió durante cinco noches consecutivas del 27–31 octubre. En 2018, Lampard y Richardson presentaron Celebrity Haunted Mansion para el canal W . Se eimitió durante cinco noches consecutivas del 21–25 febrero.

### Strictly Come Dancing
En 2008, Lampard participó en la sexta serie de Strictly Come Dancing, en el que se asoció con el bailarín profesional Matthew Cutler. Lampard Y Cutler fueron despedidos el 30 de noviembre de 2008, dejando la competición en quinto lugar, después de que Rachel Stevens y Vincent Simone los vencieran.
| Semana | Canción/de baile                          | Puntuaciones de los jueces | Puntuaciones de los jueces | Puntuaciones de los jueces | Puntuaciones de los jueces | Puntuaciones de los jueces | Resultado |
| Semana | Canción/de baile                          | Craig Revel Horwood        | Len Goodman                | Arlene Phillips            | Bruno Tonioli              | Total                      | Resultado |
| 2      | Foxtrot / "La Manera Miras Esta noche"    | 6                          | 6                          | 8                          | 7                          | 27                         | Seguro    |
| 4      | Quickstep / " Es Tan Preciosa"            | 6                          | 6                          | 7                          | 7                          | 26                         | Seguro    |
| 5      | Samba / "Baila, Baila Conmigo"            | 7                          | 7                          | 8                          | 8                          | 30                         | Seguro    |
| 6      | Paso Doble / "Luchador"                   | 3                          | 6                          | 7                          | 6                          | 22                         | Seguro    |
| 7      | Americano Liso / "Singin' en la Lluvia"   | 7                          | 7                          | 8                          | 7                          | 29                         | Seguro    |
| 8      | Jive / "Jailhouse Rock"                   | 7                          | 8                          | 8                          | 8                          | 31                         | Seguro    |
| 9      | El vals / "Ve el Día"                     | 8                          | 8                          | 9                          | 9                          | 34                         | Seguro    |
| 10     | Cha Cha Cha / "Me Gusta Él Gusta Aquello" | 6                          | 6                          | 8                          | 7                          | 27                         | Seguro    |
| 11     | Tango / "Adicto de Encantar"              | 6                          | 7                          | 8                          | 7                          | 28                         | N/Un      |
| 11     | Salsa / "Chica cósmica"                   | 7                          | 7                          | 8                          | 8                          | 30                         | Eliminado |

### Radio
A principios de su carrera, Lampard trabajó en Belfast Citybeat como presentador de los informativos, trabajando con Stephen Nolan. De enero a marzo de 2015, Lampard presentó un programa en la tarde del domingo, llamado Sunday Lunch de 3–4pm en Magic Radio.

### Película
Lampard fue la voz del presentador de los informativos en la película de 1998: Divorcing Jack y la voz de Sandra en película de 2010: A Turtle´s Tale: Sammy´s Adventures.

### Otro trabajo
Creó Chrisola Entertainment Limited en 2009 y es directora de la compañía. En 2010 y 2011, Lampard fue jurado en los premios Pride Of Britain Awards. Lanzó un Dvd de fitness de 60 minutos, llamado Christine Bleakley – El Workout en diciembre de 2011.
El 20 de marzo de 2010, Lampard hizo su debut en la comedia del Canal 4: Gala de Comedia, un espectáculo benéfico en ayuda de Grande Ormond Street Children´s Hospital, filmado en el O2 Arena en Londres.
En agosto de 2014, Lampard fue anunciado como ela nueva embajadora de la marca Soft & Gentle anti-perspirant. En 2014, fue embajadora de un Sainsbury´s Active Kids , quién animó a niños para ser más activos en la escuela. Se convirtió en embajadora BT Call Prptect en enero de 2017.

### Premios
En noviembre de 2010, a Lampard le otorgaron el título 'Top TV Host´s' en los premios Cosmopolitan Ultimate Women en el año 2010.

## Vida personal
Christine salió con la estrella Belfast Giants Curtis Bowen cuando empezó su carrera televisiva. Después de romper con Bowen en 2003, salió con el propientario del restaurante del Dublín Cristiano Stokes, con quién se comprometió en 2004. Tuvo una relación con el empresario Mark Beirne durante 3 años hasta que se separaron en enero de 2009.
En octubre de 2009, después de asistir a los premios Pride Of Britain Awards, empezó una relación con el futbolista Frank Lampard. La pareja se casó en Knightsbridge, Londres el 20 de diciembre de 2015. Ella asumió el apellido de su marido. Tras su matrimonio con Frank Lampard, Christine tiene dos hijastras de una relación anterior de su marido. Además, tiene dos hijos con él: una niña, Patricia Charlotte Lampard, nacida el 21 de septiembre de 2018 y un niño, Frederick George Lampard, nacido en marzo de 2021.

### Caridad
Lampard es una embajadora de Irlanda del Norte para The Prince´s Trust. En 2010, hizo un reto de esquí acuático, recaudando £1,321,623 para Sport Relief, convirtiénose en la primera persona en esquiar a través del Canal inglés.
En el mismo año, su coanfitrión en The One Show, Adrian Chiles se dejó crecer la barba y fue afeitado por Lampard en Sport Relief, recaudando £60,000 en el proceso.
En 2012, Lampard participó en una carrera de 5 km: Cancer Research UK con Heidi Gama y Roxanne Pallett.
Lampard es una mecenas de la organización benéfica para niños de Sparks. En 2015, fue anfitriona de la bola de invierno de la organización benéfica junto a Jon Culshaw. Apoyó la apelación deText Santa y presentó su teletón anual desde 2011 hasta 2015.

## Filmografía
Televisión
| Año       | Título                                   | Función                         | Notas                                       | Canal                    |
| --------- | ---------------------------------------- | ------------------------------- | ------------------------------------------- | ------------------------ |
| 2003      | Primera Parón                            | Copresentador                   | 1 episodio; con Ralph McLean                | Irlanda del Norte de BBC |
| 2004      | Pasas el 11+                             | Copresentador                   | 1 episodio; con Eamonn Holmes               | Irlanda del Norte de BBC |
| 2005      | Derrame las Alubias                      | Presentador                     | 1 episodio                                  | Irlanda del Norte de BBC |
| 2006–2007 | Dejado Me Entretenerte                   | Copresentador                   | 2 series; con Brian Conley                  | BBC Dos                  |
| 2007      | Buscando Amor                            | Copresentador                   | 1 series; con mayo McFettridge              | Irlanda del Norte de BBC |
| 2007–2010 | El Muestra                               | Copresentador                   | Con Adrian Chiles                           | BBC Un                   |
| 2008      | Danza Venida estrictamente               | Participante                    | Serie 6                                     | BBC Un                   |
| 2008      | NI Wags                                  | Narrador                        | 1 series                                    | Irlanda del Norte de BBC |
| 2009      | Los héroes de Aula de Gran Bretaña       | Copresentador                   | 1 episodio; con Jeremy Parra                | BBC Dos                  |
| 2009      | Sky Alto                                 | Presentador                     | 1 series                                    | Irlanda del Norte de BBC |
| 2009      | Los Sorteos de Lotería Nacionales        | Presentador                     | Episodios ocasionales                       | BBC Un                   |
| 2010      | Alivio de deporte                        | Copresentador                   | 1 episodio; con Gary Lineker                | BBC Un                   |
| 2010–2011 | Daybreak                                 | Copresentador                   | Con Adrian Chiles y Dan Lobb                | ITV                      |
| 2010      | Sencillamente Rojo: Por última vez       | Presentador                     | Uno-de especial                             | ITV                      |
| 2011      | Duran Duran: Una Noche Sólo              | Presentador                     | Uno-de especial                             | ITV                      |
| 2011      | Premios de Película nacional             | Presentador                     | 1 episodio                                  | ITV                      |
| 2011      | Westlife: Por última vez                 | Presentador                     | Uno-de especial                             | ITV                      |
| 2011–2015 | Texto Santa                              | Copresentador                   | Con Phillip Schofield y Arrozal McGuinness  | ITV                      |
| 2012–2014 | Bailando encima Hielo                    | Copresentador                   | 3 series; con Phillip Schofield             | ITV                      |
| 2012      | Esto es Lionel Richie                    | Presentador                     | Uno-de especial                             | ITV                      |
| 2012      | Aquel Perro Puede Bailar                 | Presentador                     | Uno-de especial                             | ITV                      |
| 2013–2016 | This Morning                             | Posición regular-en presentador | Con Phillip Schofield                       | ITV                      |
| 2013      | De La Pista Batida                       | Presentador                     | 1 series                                    | ITV                      |
| 2014      | Michael Flatley: Una Noche para Recordar | Presentador                     | Uno-de especial                             | ITV                      |
| 2014      | Spandau Ballet: Oro Cierto               | Presentador                     | Uno-de especial                             | ITV                      |
| 2014      | Gran Bretaña romana Del Aire             | Copresentador                   | Uno-de especial; con Michael Scott          | ITV                      |
| 2014      | Darcy Oake: Borde de Realidad            | Presentador                     | Uno-de especial                             | ITV                      |
| 2015      | Irlanda salvaje                          | Presentador                     | 1 series                                    | ITV                      |
| 2016      | Celebridad el hotel Mordaz Vivo          | Copresentador                   | 1 series; con Jamie y Richardson Mates Este | W.॥॥                     |
| 2016      | Loose Women                              | Huésped/de ancla panellist      | ITV                                         |                          |
| 2017      | Lorraine                                 | Presentador de diputado         | ITV                                         |                          |
| 2017      | Christine and Adrian's Friendship Test   | Copresentador                   | 1 series; con Adrian Chiles                 | Irlanda del Norte de BBC |
| 2018      | Celebridad Mansión Mordaz                | Copresentador                   | 1 series; con Richardson Mate               | W.॥॥                     |

Película
| Año  | Título                                           | Función                         | Notas    |
| ---- | ------------------------------------------------ | ------------------------------- | -------- |
| 1998 | Divorciando Jack                                 | Presentador de los informativos | Voz sólo |
| 2010 | El cuento de una Tortuga: las aventuras de Sammy | Sandra                          | Voz sólo |

Radio
| Año       | Título           | Función                         | Notas             |
| --------- | ---------------- | ------------------------------- | ----------------- |
| 1995–1997 | Belfast Citybeat | Presentador de los informativos | Con Stephen Nolan |
| 2015      | Sunday Lunch     | Presentador                     | Domingos, 3–4pm   |